# Parrita (tổng)
Parrita là một tổng trong tỉnh Puntarenas, Costa Rica. Tổng này có diện tích 478,79 km², dân số năm 2008 là 13940 người..